# Titan II
Titan II je Interkontinentalni balistički projektil  (ICBM) i potrošno lansirno vozilo koje je razvila tvrtka Glenn L. Martin Company od projektila Titan I.

### Svrha
Titan II je prvotno korišten kao Interkontinentalni balistički projektil. Kasnije se upotrebljavao kao raketa srednje nosivosti za lansiranje NASA-nih i vojnih tereta. Titan II je u orbitu ponio više vojnih i civilnih meteoroloških satelita i u upotrebi bio do 2003. godine.

### Svojstva i razvoj
Titan II je bio dvostupanjska raketa na tekuće gorivo. Mogao je ponijeti 2,177 kg u nisku polarnu orbitu ili 3,600 kg u "običnu" nisku orbitu. 
Prvi stupanj se sastojao od dva Aerojet LR87 raketna motora. Drugi stupanj je imao jedan Aerojet LR91 motor. Oba motora koristila su tekuće gorivo.
Nakon nezadovoljstva s Titanom I, koji se nije mogao brzo pripremiti za lansiranje i zbog korozivnog goriva nije mogao dugo stajati napunjen, Američka vojska je zatražila novi ICBM. Tvrtka Glenn L. Martin Company ponovno je dobila ugovor za posao oko Titana II. Odlučili su redizajnirati već postojeći Titan I.
Nakon završetka redizajniranja, Titan II je ispao 50% teži od Titana I. Također, prvi stupanj je bio duži, a drugi je imao veći promjer. Umjesto korozivnih goriva, upotrijebljena su goriva koja se mogu čuvati uskladištena u samoj raketi. Zbog svih tih promjena, Titan II bio je spreman za lansiranje u samo 60 sekundi, umjesto 15 minuta koliko je trebalo Titanu I.
Titan 23B bila verzija Titana II namijenjena za lansiranje tereta u orbitu. Titan 23B se od Titana II razlikovao po tome što je imao treći stupanj Agenu. 
Zbog trećeg stupnja, izvedene su određene modifikacije na strukturi Titana II. Modifikacije su uključivale pojačanje strukture rakete, nadogradnju sustava za navođenje, ugrađivanje nosača za terete i manje usavršavanje raketnih motora.
Titani II koji su 1986. povučeni iz uporabe preuređeni su u Titane 23G sposobne za lansiranje tereta u orbitu.
Titan II mogao je nositi termonuklearnu bombu snage 9 MT na udaljenost od 15,000 km. Projektil je bio navođen inercijalnom jedinicom. U ovom obliku, projektil se koristio do 2003. godine.

### Upotreba
Prvi let Titana II dogodio se u prosincu 1961. godine. Punu operativnu sposobnost dosegao je u listopadu 1963. Američka vojska namijenila postavila je 54 Titana II u podzemne silose i oni su činili okosnicu američke protuobrane. Program Gemini koristio je Titane II za lansiranje letjelica s ljudskom posadom. Ukupno je 12 Titana iskorišteno u tu svrhu. 
Do 1986., nakon nekoliko incidenata, Titani II su bili povučeni iz službe.

### Značajke
Titan II
- Visina: 31.40 m
- Promjer: 3.05 m
- Masa: 154,000 kg
- Potisak:
  - Prvi stupanj: 1,900 kN
  - Drugi stupanj: 445 kN
- Dužina izgaranja:
  - Prvi stupanj: 156 s
  - Drugi stupanj: 180 s

Titan 23G
- Visina: 34.70 m
- Promjer: 3.00 m
- Masa: 146,050 kg
- Potisak:
  - Prvi stupanj: 2,100 kN
  - Drugi stupanj: 440 kN
- Dužina izgaranja:

## Vanjske poveznice
- Titan - obitelj raketa Titan